# Har Ya‘ala
Har Ya‘ala (hebreiska: הר יעלה, Har Ya’ala) är ett berg i Israel.   Det ligger i distriktet Jerusalem, i den centrala delen av landet. Toppen på Har Ya‘ala är 329 meter över havet.
Terrängen runt Har Ya‘ala är huvudsakligen kuperad, men åt sydväst är den platt. Runt Har Ya‘ala är det mycket tätbefolkat, med 1 411 invånare per kvadratkilometer. Närmaste större samhälle är Jerusalem, 16,5 km öster om Har Ya‘ala. Omgivningarna runt Har Ya‘ala är i huvudsak ett öppet busklandskap.